# Taryn Terrell
Taryn Nicole Terrell-Dryden (ur. 28 grudnia 1985 w Nowym Orleanie) – amerykańska aktorka, modelka, wrestlerka i kaskaderka. W latach 2007–2010 występowała w World Wrestling Entertainment (WWE) pod pseudonimem Tiffany, rywalizując w federacji rozwojowej Florida Championship Wrestling i programie WWE SmackDown oraz pełniąc rolę Generalnego Menedżera programu ECW. W latach 2012–2016 i w 2017 pracowała w Impact Wrestling (dawniej Total Nonstop Action Wrestling) pod panieńskim nazwiskiem. Jest jednokrotną, a zarazem najdłużej panującą mistrzynią TNA Knockouts (279 dni).
Od 2007 r. gra epizodyczne role w filmach i serialach telewizyjnych.

## Dzieciństwo i młodość
Taryn Nicole Terrell urodziła się w Nowym Orleanie. Uzyskała tytuł bachelor’s degree z marketingu na University of New Orleans. W szkole średniej i na studiach uprawiała trójbój siłowy. Jej najważniejszym sukcesem z tego okresu było zdobycie trzeciego miejsca w zawodach stanowych ze szkolną drużyną dziewcząt. Oprócz trójboju zajmowała się również cheerleadingiem.

## Kariera

### World Wrestling Entertainment (2007–2010)

#### Florida Championship Wrestling (2007–2010)
Taryn Terrell wzięła udział w piątej odsłonie WWE Divas Search, które zostało zorganizowane w 2007 r. Zakwalifikowała się do finałowej ósemki, ale ostatecznie zajęła czwarte miejsce. Mimo niepowodzenia, WWE podpisało z nią kontrakt rozwojowy w lutym 2008 r.
Taryn Terrell zadebiutowała w Florida Championship Wrestling, federacji rozwojowej WWE, 23 lutego 2008 r., walcząc z Victorią Crawford w przegranym pojedynku przeciwko Maryse i Nattie Neidhart. Niebawem została menedżerką Brada Allena i Nica Nemetha, towarzyszyła im przy ringu w czasie ich walk, jak również brała w nich udział. W maju tego roku zaczęła występować w walkach tag teamowych i indywidualnych z innymi zawodniczkami pod pseudonimem ringowym – Tiffany. Zawiązywała sojusze lub rywalizowała z takimi zawodniczkami, jak: Brianna Bella, Nicole Bella, Roucka, Alicia Fox, Daisy, Angela i Eve Torres. Na początku 2009 r. wzięła udział w turnieju o tytuł mistrzowski Queen of FCW. Pierwszy mecz wygrała z Wesley Holiday, następnie w półfinale przegrała z późniejszą zwyciężczynią Alicią Fox. 24 września doznała kontuzji ramienia podczas walki z Mią Mancini o pas mistrzowski. Powróciła do FCW w lutym 2010 r.

#### Różne brandy (2008–2010)
Terrell zadebiutowała w Extreme Championship Wrestling 10 czerwca 2008 r. jako Tiffany, pełniąc obowiązki asystentki Generalnego Menedżera brandu, Theodore’a Longa. Na Cyber Sunday (26 października) wzięła udział w konkursie kostiumów halloweenowych, gdzie była przebrana za zakonnicę. 3 listopada uczestniczyła w szesnastoosobowym Tag Team matchu, który był częścią widowiska uświetniającego 800. odcinek Raw. Jej drużyna, w której walczyły również Mickie James, Candice Michelle, Michelle McCool, Brie Bella, Kelly Kelly, Eve Torres i WWE Hall of Famerka Mae Young, przegrała z Beth Phoenix, Laylą, Leną Yadą, Jillian Hall, Natalyą, Maryse, Victorią i Katie Lea Burchill. Podczas meczu żadna zawodniczka nie dokonała zmiany z Tiffany.
30 marca 2009 r. w odcinku Raw wzięła udział w osiemnastoosobowym Tag Team matchu, który wygrała wraz z drużyną, po przypięciu Katie Lea Burchill. 5 kwietnia walczyła w 25–osobowym Battle Royalu Div na WrestleManii XXV, który miał wyłonić pierwszą „Miss WrestleManii”. Zwyciężczynią została Santina Marella. Dwa dni później, z nadania Longa, Tiffany stała się tymczasowym Generalnym Menedżerem ECW, ponieważ ten przeniósł się na SmackDown!, pełniąc tam tę samą funkcję. Jej pierwszą decyzją na nowym stanowisku było ogłoszenie elimination chase, które miało wyłonić przeciwnika dla Jacka Swaggera o ECW World Heavyweight Championship na Backlash. Uczestnikami rywalizacji byli Mark Henry, Tommy Dreamer, Christian i Finlay. W czerwcu została pełnoetatowy Generalnym Menedżerem ECW. Od końca września nie pojawiła się przez dłuższy czas w telewizji, gdyż doznała kontuzji ręki podczas meczu w FCW. WWE wyjaśniło jej nieobecność wypadkiem samochodowym. Tymczasowym Generalnym Menedżerem został William Regal. Powróciła do ECW 6 października. W ostatnim odcinku programu, wyemitowanym 16 lutego 2010 r., wykonała Spear Rosie Mendes, po tym, jak ona i Zack Ryder, interweniowali w meczu o ECW Championship.
5 marca 2010 r. zadebiutowała na SmackDown podczas zakulisowego segmentu, gdzie została poproszona przez Reya Mysterio, aby zaopiekowała się jego córką podczas jego nieobecności. Tydzień później wygrała z Michelle McCool w wyniku dyskwalifikacji spowodowanej interwencją Vickie Guerrero. Po meczu została zaatakowana przez obie rywalki oraz Laylę, lecz z pomocą przybiegła jej Beth Phoenix. 19 marca Tiffany i Phoenix pokonały McCool i Laylę (ich tag team nosił nazwę LayCool), podobnym rezultatem zakończył się ich mecz mający miejsce 2 kwietnia.
Wkrótce Tiffany zawiązała sojusz z Kelly Kelly (były nazywane The Blondtourage), kontynuując feud z Michelle McCool. 21 maja przegrały z LayCool w Tag Team matchu, po czym 12 czerwca Tiffany uległa Layli, której pomogła jej tag team partnerka. 2 lipca dopingowała Kelly w jej walce z przeciwniczką oraz powstrzymała Laylę przed wmieszaniem się w pojedynek. 10 lipca w programie Superstars ponownie musiały uznać wyższość oponentek. 16 lipca na SmackDown wspierała Kelly i Chrisa Mastersa w ich zwycięskim pojedynku przeciwko Layli i Trentowi Barrecie. Tę samą rolę pełniła u boku Kelly na Money in the Bank, gdy jej tag team partnerka mierzyła się z Laylą o WWE Women’s Championship. 23 lipca na SmackDown Theodore Long ogłosił, że Tiffany zmierzy się za tydzień w spotkaniu o mistrzostwo kobiet, ale zawodniczka nie wykorzystała tej szansy. Początkowo miała walczyć z Laylą, jednakże ostatecznie stoczyła mecz z McCool, ponieważ obie rywalki mogły bronić tytułu na zasadzie Freebird Rule.
WWE zawiesiło Tiffany 13 sierpnia 2010 r. z powodu jej kłótni z mężem, Drew McIntyre’m, w pokoju hotelowym, po której została aresztowana. 19 listopada zawodniczka została zwolniona z federacji.

### Scena niezależna (2010–2013)
6 grudnia 2010 r. Pro Wrestling Revolution zapowiedziało, że 5 lutego 2011 r. w San Francisco Terrell, debiutująca na scenie niezależnej, spotka się z Alissą Flash. 4 stycznia 2011 r. została podana informacja, że zawodniczka wycofała się z uczestnictwa w wydarzeniu z powodów osobistych. Federacja stwierdziła, że nie mogła zaspokoić żądań Terrell, które złożyła, mimo że już zawarła umowę z organizacją.
4 kwietnia 2013 r. wystąpiła w Powerslam Brewsky Brawl, gdzie wraz z Jackiem Jamesonem, pokonali Barbi Hayden i Houstona Carsona. 8 kwietnia Terrell i Sho Funaki zwyciężyli Hayden i Carsona w Coastal Wrestling Federation. Wcześniej tego samego dnia wygrała z Jen Alise w walce indywidualnej. Terrell pojawiła się również 27 kwietnia 2013 r. na gali Bodyslam Autism 3, organizowanej przez Maryland Championship Wrestling.

### Total Nonstop Action Wrestling (2012–2016)

#### Ohio Valley Wrestling (2012–2013)
Terrell zadebiutowała w Ohio Valley Wrestling (OVW), federacji rozwojowej Total Nonstop Action Wrestling (TNA), 4 listopada 2012 r. podczas Saturday Night Special w roli gościnnej sędzi specjalnej pojedynku o OVW Women’s Championship między Josette Bynum, Taeler Hendrix i Heidi Lovelace. Podczas meczu wdała się w spór z Hendrix. Zawodniczka była niezadowolona z decyzji Terrell i zaczęła ją popychać, lecz sędzia rzuciła ją na matę, co pozwoliło Lovelace przypiąć przeciwniczkę i utrzymać tytuł mistrzowski. 10 listopada została zaatakowana przez Hendrix podczas udzielania wywiadu w ringu. Tego samego dnia Terrell była arbitrem Tag Team matchu, w którym Lovelace i Jessie Belle podjęły Hendrix i Epiphany.
17 listopada Terrell odbyła swój pierwszy mecz w OVW, podczas którego została nową OVW Women’s Championką, pokonując Heidi Lovelace z pomocą Hendrix, sędzią specjalną. W 692 odcinku telewizyjnym zwyciężyła Scarlett Bordeaux w Non Title matchu, po czym ponownie została napadnięta przez Hendrix i jej podopiecznego, Dylana Bostica. W kolejnym odcinku wywiązała się między nimi bójka podczas segmentu w ringu. OVW ogłosiło, że Terrell stawi czoło przeciwniczce w grudniowym Saturday Night Special, a na szali znajdzie się OVW Women’s Championship. Ponadto przegrana będzie musiała wykąpać się w basenie pełnym zwierzęcych odchodów. 1 grudnia Terrell poniosła porażkę z Hendrix i utraciła tytuł mistrzowski. Po meczu rywalka kazała jej wypełnić wcześniej ustalony warunek, lecz w chwili gdy ta chciała ją popchnąć, Terrell odsunęła się, powodując że to Hendrix wpadła do basenu.

#### Sędzia pojedynków Knockoutek i feud z Gail Kim (2012–2013)

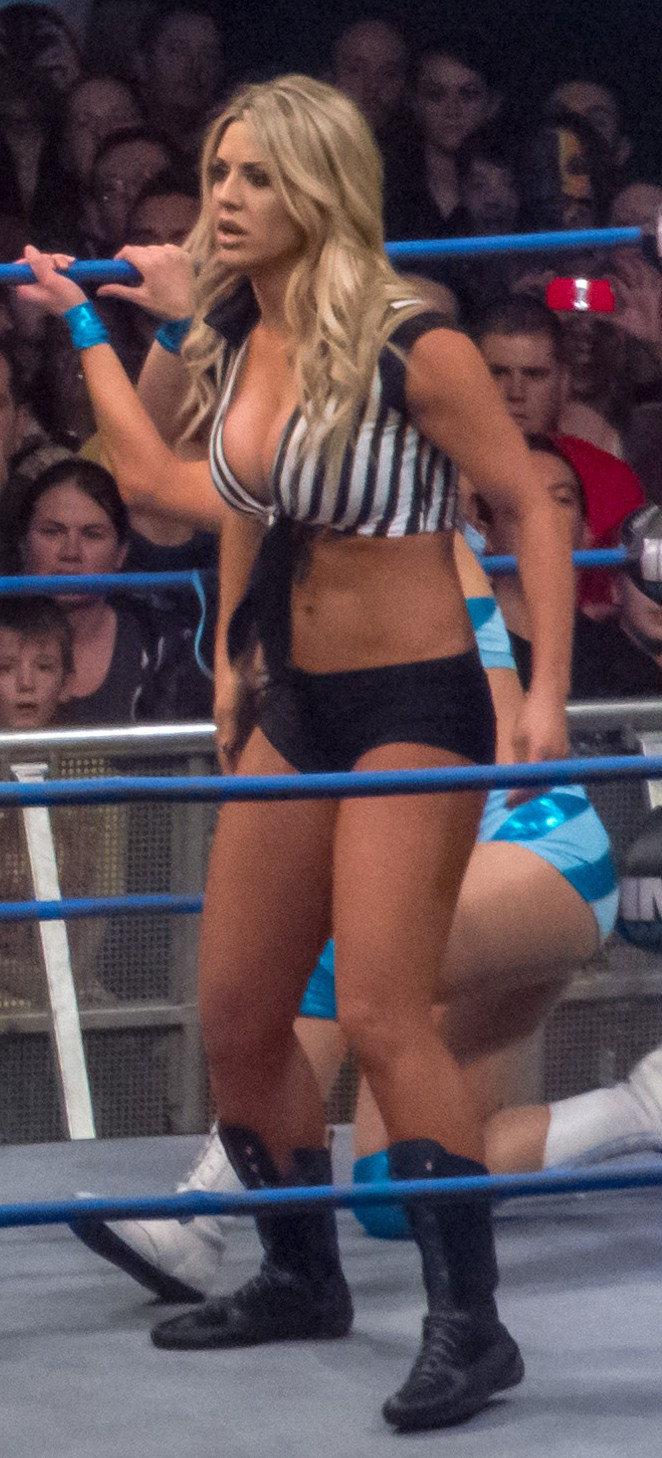
Taryn Terrell w styczniu 2013

Terrell zadebiutowała w TNA 16 sierpnia 2012 r. w roli sędzi specjalnej pojedynku Madison Rayne przeciwko Miss Tessmacher, na którego szali znalazło się TNA Knockouts Championship. Wkrótce została oficjalną sędzią w walkach Knockoutek.
13 stycznia 2013 r. na Genesis wdała się w konflikt z Gail Kim, odliczywszy zawodniczkę w chwili, gdy ta położyła nogę pod dolną linę. Jej niedopatrzenie uniemożliwiło Kanadyjce odniesienie zwycięstwa nad ostatnią rywalką w Gauntlet matchu i uzyskanie miana pretendentki do TNA Knockouts Championship. Podczas dalszych walk Terrell była prowokowana przez Kim, która nie zgadzała się z niewłaściwymi dla niej decyzjami sędzi, a w rezultacie konflikt zaognił się, gdy doszło między nimi do bójki podczas pojedynku na Lockdown (10 marca). 14 marca sędzia otrzymała ostrzeżenie, wedle którego jej następny atak na jakąkolwiek zawodniczkę, będzie oznaczał zwolnienie z federacji. Mimo zakazu, sprowokowana przez Kim, uderzyła ją w trakcie Tag Team matchu. 21 marca Kim domagała się wyrzucenia rywalki, lecz Brooke Hogan, opiekująca się dywizją Knockoutek, odwołała Terrell z funkcji arbitra i ogłosiła nową zawodniczką TNA. Amerykanka w akcie zemsty wykonała na Kanadyjce Spear. Tydzień później Kim został wyzwana przez nią na pojedynek, jednak zamiast walki wywiązała się między nimi bijatyka, w której uczestniczyły również Tara i Velvet Sky. 4 kwietnia Terrell i Sky przegrały z rywalkami w Tag Team matchu, natomiast 11 kwietnia była sędzia szybko rozprawiła się ze swoją rywalką. Niecały miesiąc później Kim i Tara przegrały z Mickie James i Terrell w kolejnym Tag Team matchu, po meczu zaś zaatakowały oponentki. 23 i 30 miały miejsce bójki Terrell i Kim. Kulminacją ich feudu był Last Knockout Standing match na Slammiversary (2 czerwca), który wygrała Terrell. Recenzenci dali wysokie noty temu spotkaniu. Ich ostatni pojedynek w 2013 r. odbył się 11 lipca w formule Ladder matchu, w którym Kanadyjka uzyskała miano pretendentki do mistrzostwa kobiet. W następnym miesiącu TNA udzieliło Terrell czasu wolnego ze względu na ciążę zawodniczki.

#### Mistrzyni Knockoutek i odejście (2014–2016)
Terrell powróciła do TNA 19 czerwca 2014 r. Tego dnia została powitana przez dawną rywalkę, Gail Kim, po czym obie stały się celem ataku ze strony The Beautiful People (Angelina Love i Velvet Sky). Tydzień później pokonały antagonistki w Tag Team matchu. 24 lipca Terrell stawiła czoło Kim w walce o TNA Knockouts Championship, lecz mecz zakończył się bez rozstrzygnięcia z powodu interwencji The Beautiful People. 14 sierpnia wszystkie cztery zawodniczki spotkały się w Fatal Four Way matchu, który wygrała Kim, utrzymując panowanie mistrzowskie. Terrell, mimo zwycięstwa 27 sierpnia nad Madison Rayne i uzyskania miana pretendentki do tytułu, 3 września musiała uznać ponownie wyższość Kim. Po meczu obie wrestlerki zostały zaatakowane przez debiutującą Havok.
W odcinku Impact Wrestling z 19 listopada odebrała Havok mistrzostwo kobiet w Three Way matchu, którego trzecią zawodniczką była Kim. Terrell broniła sukcesywnie TNA Knockouts Championship 7 stycznia 2015 r. w siedmioosobowym Battle Royalu, 30 stycznia w Three Way matchu przeciwko Kim i Rayne oraz 20 lutego przeciwko Love. Po ostatniej z wymienionych walk została zaatakowana przez Awesome Kong, lecz Kim pomogła jej odeprzeć przeciwniczkę. Wsparcie Kanadyjki uzyskała również 6 marca, gdy wygrała z Kong w Title matchu w wyniku dyskwalifikacji, a po meczu rywalka w złości nie przerwała napaści na nią. Dwa tygodnie później Terrell pokonała obie zawodniczki w spotkaniu o tytuł kobiecy. Na przełomie marca i kwietnia dwukrotnie brała udział w bójkach z Kong. 18 kwietnia ustanowiła nowy rekord długości panowania mistrzowskiego, pobijając 210–dniowy rezultat, wypracowany przez Gail Kim.
Podczas specjalnego odcinka Impact Wrestling o nazwie The Knockouts Only: Night of Knockouts, wyemitowanego 24 kwietnia, Terrell obroniła tytuł kobiecy w No Disqualification matchu przeciwko Awesome Kong w wyniku interwencji Jade i Marti Belle, które pomogły jej rzucić rywalkę na stół. Po zakończeniu meczu Terrell przeszła heel turn pierwszy raz w karierze, ponadto została przywódczynią ugrupowania o nazwie The Dollhouse, w skład którego wchodziły również jej obie sojuszniczki. Na Hardcore Justce (1 maja) utrzymała TNA Knockouts Championship, pokonując Brooke z pomocą Jade i Belle, po czym Gail Kim i Awesome Kong rzuciły grupie wyzwanie. Zdarzenie to rozpoczęło rywalizację między oboma zespołami. W następnym tygodniu The Dollhouse wygrały z protagonistkami w 3–on–2 Handicap matchu. Wkrótce rywalizacja skupiła się na sprawach osobistych, gdy Terrell wypowiadała się w niewybredny sposób o mężu Kim i jego dwóch córkach, zaś 29 maja obroniła mistrzostwo z pomocą Jade i Belle w Six Sides of Steel Cage match przeciwko Kanadyjce, łamiąc jej palec i zabierając obrączkę ślubną. Na Slammiversary XIII (28 czerwca) The Dollhouse zostały pokonane przez Brooke i Kong w 3–on–2 Handicap matchu. Po zwycięskiej obronie pasa mistrzowskiego w spotkaniu z Brooke i Kong 1 lipca Terrell utraciła go na rzecz pierwszej z wymienionych przeciwniczek dwa tygodnie później za sprawą interwencji powracającej Gail Kim, której celem była zemsta na The Dollhouse. W ten sposób panowanie Terrell zakończyło się po rekordowych 279 dniach. Działania Kim doprowadziły do serii porażek The Dollhouse – 22 lipca, 29 lipca (przegrana Belle z Brooke o TNA Knockouts Championship), 5 sierpnia (Terrell, Jade i Belle przegrały z Kim w 3–on–1 Handicap matchu) i 19 sierpnia (Kim pokonuje Jade i Belle w Six Side of Steel Cage Handicap matchu). Po ostatniej ze wspomnianych walk Velvet Sky pomogła Kim kontuzjować lewą rękę Terrell, dlatego zawodniczka nie pojawiała się w późniejszym czasie w ringu, lecz segmenty z jej udziałem, w których koordynowała działania The Dollhouse, były wyświetlane na głównym telebimie. Podczas jej nieobecności nową członkinią grupy została Rebel. 4 stycznia 2016 r. poinformowała na Twitterze, że odeszła z federacji, motywując swoją decyzję względami osobistymi.
Terrell uczestniczyła wspólnie z Awesome Kong, Christy Hemme i Dixie Carter we wprowadzeniu Gail Kim do TNA Hall of Fame na Bound for Glory w 2016 r.

### Powrót do Impact Wrestling (2017)
Terrell powróciła do Impact Wrestling 17 sierpnia 2017 r. podczas GFW Impact!: Destination X, przyjmując rolę antagonistki. Tego dnia zaatakowała Gail Kim i uniemożliwiła jej zwycięstwo nad Sienną w rywalizacji o GFW Knockouts Championship. Tydzień później wyjaśniła, że Kim zaniechał z nią kontaktu po jej odejściu z federacji, dlatego postara się jak najszybciej zakończyć karierę swojej dawnej przyjaciółki. Wywiad zakończył się ucieczką Terrell przed rozwścieczoną Kim. 31 sierpnia zaatakowała Allie, która sympatyzowała z Kim. 7 września pokonała wraz z Sienną protagonistki, następnie zaś między oboma zespołami wywiązała się bójka, do której dołączyły Rosemary i debiutująca Taya Valkyrie. 28 września uczestniczyła wraz z Sienną i Valkyrie w zwycięskim pojedynku przeciwko trzem rywalkom. 5 października Karen Jarrett, opiekująca się dywizją Knockoutek, ustaliła Four Way matchu między nią, Kim, Sienną i Allie na Bound for Glory (5 listopada). Dodała również, że stawką pojedynku będzie tytuł mistrzowski posiadany przez Siennę. 12 października Terrell, wygłosiwszy przemowę godzącą w dobre imię Kim i jej męża, została przez nią spoliczkowana. 19 października Impact Wrestling poinformował, że Terrell odeszła z federacji, z tego względu zapowiadany pojedynek zmieniono na Triple Threat match.

## Filmografia
Zestawienie zostało przygotowane na podstawie źródeł:
| Rok       | Tytuł                             | Rola                     | Uwagi |
| --------- | --------------------------------- | ------------------------ | --- |
| 2012      | Wyborcze jaja                     | Janette                  | |
| 2013      | Empire State: Ryzykowna gra       | Gorąca dziewczyna Nr 1   | |
| 2013      | Oldboy: Zemsta jest cierpliwa     | Dziewczyna w parku       | |
| 2014      | Niezły Meksyk                     | Mama Kenny’ego           | |
| 2014      | Jake's Road                       | Silvia                   | |
| 2015      | N.O.L.A Circus                    | Sabrina                  | |
| 2016      | Złe mamuśki                       | Brie                     | Niewymieniona w czołówce |
| 2016      | Two Faces of Colin                | Dr. Williams             | |
| 2016      | Bayou Tales                       | Autostopowiczka          | |
| 2016      | Aztec Warrior                     | Marcella                 | |
| 2017      | Porwany                           | Piesza                   | |
| 2017      | Jake’s Road                       | Sylvia                   | |
| Telewizja |                                   |                          | |
| Rok       | Tytuł                             | Rola                     | Uwagi |
| 2007      | The Showbiz Show with David Spade | Ona sama                 | |
| 2007      | K-Ville                           | Dziewczyna brata         | Odcinek: Bedfellows |
| 2012      | Treme                             | Cindy                    | Odcinki: Don't You Leave Me Here, Promised Land, Careless Love, I Thought I Heard Buddy Bolden Say, The Greatest Love, Me Donkey Want Water |
| 2012      | Partnerzy                         | Dziewczyna ćwicząca jogę | Odcinek: Odd couples |
| 2013      | W.I.N.O.                          | Eve                      | Film telewizyjny |
| 2015      | Agenci NCIS: Nowy Orlean          | Shauna                   | Odcinek: The List |
| Gry wideo |                                   |                          | |
| Rok       | Tytuł                             | Rola                     | Uwagi |
| 2010      | WWE SmackDown vs. Raw 2011        | Tiffany                  | Głos |
| DVD       |                                   |                          | |
| Rok       | Tytuł                             | Rola                     | Uwagi |
| 2007      | Women of Playboy                  | Ona sama                 | Modelka |

Terrell została nominowana w dwóch kategoriach, Best overall stunt by stunt women i Hardest hit, do Taurus World Stunt Awards za występ kaskaderski w filmie Porwany. Podczas ceremonii wręczenia nagród 12 maja 2018 r. otrzymała statuetkę w drugiej z wymienionych kategorii.

## Życie prywatne
Taryn Terrell jest współliderką misji wolontariackiej Hope Children’s Home, która pomaga zaniedbanym, maltretowanym i odrzuconym dzieciom oraz działa w Cystic Fibrosis Foundation. W latach 2008–2010 była weganką z uwagi na opowiadanie się za ideą humanitarnego traktowania zwierząt. Jest chrześcijanką. W listopadzie 2015 r. zrezygnowała z kariery we wrestlingu, oświadczając że w tym okresie prowadziła grzeszne życie i postanowiła rozpocząć nowy rozdział jako nawrócona chrześcijanka.
Terrell pojawiła się pierwszy raz w Playboyu w specjalnej edycji Collage Girls, która ukazała się w styczniu 2007 r. Później jej zdjęcia ukazały się w czasopiśmie w numerach luty/marzec 2010 r. w Playboy Lingerie Special Edition oraz w numerze listopadowym 2010 r. w Big Boobs, Hot Buns. Zdjęcia była wykone podczas sesji zdjęciowych, które odbyły się przed podpisaniem przez zawodniczkę kontraktu z federacją WWE. Terrell pojawiła również w numerze magazynu Maxime oraz na stronie skysports.com.
W latach 2007–2009 była w związku z Alfonso Ribeiro. W lipcu 2009 r. zaręczyła się z Drew Galloweyem, zawodnikiem walczącym w WWE pod pseudonimem Drew McIntyre. Para pobrała się w maju 2010 r. w Las Vegas, po czym 24 maja 2011 r. Terrell oznajmiła, że rozwiodła się z mężem. W latach 2013–2015 była związana z muzykiem, Markiem Lewisem, z którym ma córkę, Emerson (ur. 2 marca 2014 r.). Od 2015 r. jest zamężna z profesjonalnym motocyklistą i kaskaderem, Josephem Drydenem. Z tego związku narodził się Rhett.

## Styl walki
- Finishery
  - Jako Taryn Terrell
    - Taryn Cutter[111]
    - Diving Bulldog (używany w OVW)[112]

  - Jako Tiffany
    - Diving crossbody[112]
- Inne ruchy
  - Jako Taryn Terrell
    - Back elbow, czasami stosowany do odparcia szarży przeciwnika[113]
    - Diving clothesline[114]
    - Monkey flip[4]
    - Wariacje pinu
      - Backslide[113]
      - Roll–up[113]
      - Schoolgirl[112]

    - Rear naked choke
    - Running corkscrew neckbreaker[115]
    - Spear[41]
    - Snap vertical siplex[43]

  - Jako Tiffany
    - Dropkick, czasami stosowany na siedzącym przeciwniku[4]
    - Drop toe-hold
    - Inverted atomic drop[4]
    - Monkey flip[4]
    - Mounted punches
    - Northern Lights suplex[4]
- Menedżerowała
  - Brad Allen[4]
  - Nic Nemeth[4]
  - Kelly Kelly[4]
  - Marti Belle[4]
  - Jade[4]
- Menedżer
  - Kelly Kelly[4]
  - The Dollhouse (Jade i Marti Belle)[4]
- Przydomki
  - „Skirt”[116]
  - „Hot Mess”[117]
- Motywy muzyczne
  - WWE
    - „Chemical Mind” Jasona Davisa
    - „A Girl Like That” Eleventh Hour
    - „Insatiable” Patsy Grime i skomponowany przez Jima Johnstona

  - Total Nonstop Action Wrestling /Impact Wrestling
    - „Hot Mess (Instrumental)” Dale’a Olivera[118]
    - „Hot Mess” Dale’a Olivera
    - „Hot Mess (Remix)” Christy Hemme i Dale’a Olivera
    - „After Midnight” Bena Trigga i Angela Penhaligona (jako członkini The Dollhouse)
    - „Heel for Your Face (More Fun)” Dale’a Olivera (jako członkini The Dollhouse)
    - „Doll Parts” Hole (jako członkini The Dollhouse)
    - „Every Day Nightmare” Dale’a Olivera

## Mistrzostwa i osiągnięcia
- Ohio Valley Wrestling
  - OVW Women’s Championship (1x)
- Pro Wrestling Illustrated
  - PWI umieściło ją na 10. miejscu rankingu wrestlerek PWI Top 50 w 2015 r.[119]
- Total Nonstop Action Wrestling
  - TNA Knockouts Championship (1x)